# Pratica(mente)

Pratica(mente) é o quarto álbum de estúdio de Sam The Kid. Editado em 2006, pela Edel, o disco deu origem a singles como "Poetas de Karaoke", "À Procura da Perfeita Repetição" e "Abstenção". É considerado um dos álbuns mais importantes do hip-hop português. 

## Produção e gravação
O título Pratica(mente) foi avançado por Sam The Kid numa entrevista a Rui Unas, em 2002, remetendo para uma linha de continuidade entre os seus trabalhos. No seu canal de YouTube TV Chelas, Sam The Kid revelou que o nome do álbum foi sugerido pelo seu pai, Napoleão Mira, tal como acontecera nos álbuns de rimas que o antecederam - Sobre(tudo) e Entre(tanto). Apesar de a sua gravação ter começado quase imediatamente após o lançamento do instrumental Beats Vol. 1: Amor, Pratica(mente) levou quatro anos a ficar pronto.
Foi o primeiro álbum de Sam The Kid gravado fora do "quarto mágico", o seu quarto em Chelas, onde gravara todos os seus discos até então. Sam The Kid produziu todos os temas, mas a produção executiva ficou a cargo de Destino. A gravação e a mistura decorreram nos estúdios Índigo, de Manuel Faria dos Trovante, e também nos estúdios das editoras independentes Enchufada e Meifumado. As sessões foram conduzidas por Lil' John (joão Barbosa), Nuno Tempero e Zé Nando Pimenta. A masterização foi feita no Sterling Sound, em Nova Iorque, por Chris Athens.Dos MCs aos produtores, o disco contou com uma extensa lista de convidados, que incluiu várias figuras de relevo do hip-hop português e não só. Além das vozes do seu pai (sob o pseudónimo Viriato Ventura), de Kalaf, Lil' John, Valete, NBC, Snake, SP (da dupla SP & Wilson), Marga e Milton Gulli (dos Cool Hipnoise), Melo D e Carlão (dos Da Weasel), o álbum elenca ainda participações dos Cool Hipnoise, do DJ Cruzfader, que teve a seu cargo todos os scratches, e de Manuel Faria.
À semelhança do que tinha acontecido no seu álbum anterior, Sam The Kid voltou a dar protagonismo à técnica de sampling na construção da narrativa, destacando-se pela incorporação de elementos não musicais nas suas composições, como telefonemas ou excertos de entrevistas em programas televisivos, onde se incluem declarações de António Pinho Vargas (em "À Procura da Perfeita Repetição"), Carlos Vaz Marques (em "Juventude é Mentalidade") ou José Saramago (em "Poetas de Karaoke"). O produtor também inseriu samples das vozes da sua irmã e mãe, Catarina Mira e Isabel Mira. Este trabalho meticuloso de cortar e colar, para criar elementos de ligação através de recortes sonoros, foi uma das razões para a demora na publicação do álbum. O artista admitiu que a sua obsessão na procura dos sons ideias para a construção da sua visão artística foi apenas travada pelo prazo imposto pela editora para a entrega do master: a dois dias dessa data, Sam The Kid ainda estava no estúdio a escolher sons. Embora tenha gravado alguns trechos musicais ao vivo, como o contrabaixo de Carlos Bica em "À Procura da Perfeita Repetição", praticamente todos os sons passaram pelo seu sampler, a AKAI MPC 2000 onde já tinha gravado os álbuns anteriores.
Em 2008, a Edel republicou o álbum, que ganhou uma versão especial em CD duplo. Gravado num formato que simulava uma emissão de rádio, o segundo CD incluía remisturas, versões alternativas e temas inéditos transmitidos na fictícia Flawless Radio (o nome foi, mais tarde, recuperado por Sam The Kid para rotular o seu programa semanal na Antena 3). Em 2022, Sam The Kid reeditou a versão original do álbum de forma independente.
A capa do disco foi composta com base numa coleção de retratos de Sam The Kid, dos seus amigos de Chelas e de artistas que participaram no álbum. Estes retratos foram tirados nas cabines fotográficas do Metro de Lisboa. 

## Receção e reconhecimento
O álbum foi bem recebido pela crítica especializada. No jornal Público, Vitor Belanciano escreveu que o disco revelava uma "maior maturação sónica" do artista, catalogando o registo como um "disco rico, labiríntico, com vários níveis de leitura, daqueles a que se regressa para se perceber mais um pouco do seu propósito". Já Miguel Matos, para o Disco Digital, escreveu na sua crítica: "o panorama musical português, dificilmente, poderá legitimar de forma tão vincada um álbum hip-hop como sendo o melhor produto do catálogo nacional como se prepara para assumir «Pratica(mente)», em 2006."
O seu impacto começou a sentir-se logo em dezembro de 2006, arrastando-se pelo ano seguinte. Apesar de tardio dentro do que era o ciclo habitual de lançamentos ao longo do ano, foi considerado o melhor álbum português desse ano para o programa de rádio Suburbano, da RUC. Noutras listas semelhantes, ocupou a sexta posição nos melhores do ano para o site Bodyspace. Nos anos seguintes, o álbum cimentou a sua reputação como um dos títulos mais aclamados da história do hip-hop português.
Os singles "Poetas de Karaoke" e "À Procura da Perfeita Repetição" tiveram alta rotação nas listas da MTV Portugal e na Antena 3 ao longo de vários meses, tendo encabeçado as tabelas escolhidas pelos ouvintes em 2007. Nesse ano, o disco alcançou a certificação de Disco de Ouro, atribuída pela AFP à altura por vendas superiores a 10 mil cópias.
O êxito do álbum levou a que Sam The Kid fosse nomeado para vários prémios de referência nos anos imediatamente após sua edição. Foi nomeado para os Globos de Ouro de 2007, na categoria de Melhor Intérprete Individual, e para os  MTV Europe Music Awards, na categoria de Melhor Artista Português, por dois anos consecutivos (2007 e 2008).

## Alinhamento
| Edição original de 2006 |                                                                        |         |  |
| N.º                     | Título                                                                 | Duração |  |
| 1.                      | "Pratica(mente) (com Viriato Ventura)"                                 | 2:32    |  |
| 2.                      | "A partir de Agora (com DJ Cruzfader)"                                 | 4:14    |  |
| 3.                      | "Juventude (É Mentalidade) (com NBC e Milton)"                         | 5:38    |  |
| 4.                      | "Poetas de Karaoke (com GQ)"                                           | 6:12    |  |
| 5.                      | "À procura da perfeita repetição (com DJ Cruzfader)"                   | 4:41    |  |
| 6.                      | "Abstenção"                                                            | 4:25    |  |
| 7.                      | "Negociantes (com Snake e SP)"                                         | 5:27    |  |
| 8.                      | "Retrospectiva de um Amor Profundo (com Cool Hipnoise e DJ Cruzfader)" | 7:54    |  |
| 9.                      | "Presta Atenção (com Valete)"                                          | 5:47    |  |
| 10.                     | "Pus-me a pensar (com Lil John e Kalaf)"                               | 3:22    |  |
| 11.                     | "Ignorância"                                                           | 1:54    |  |
| 12.                     | "16/12/95"                                                             | 7:54    |  |
| 13.                     | "De repente"                                                           | 1:47    |  |
| 14.                     | "Slides (retratos da cidade branca) (com Viriato Ventura)"             | 1:41    |  |
| 15.                     | "Slides (referências) (com Melo D e DJ Cruzfader)"                     | 4:58    |  |
| 16.                     | "Tempo (com NBC e Pacotes aka Pacman)"                                 | 3:29    |  |
| 17.                     | "Hereditário"                                                          | 4:43    |  |

| CD Bonus - Emissão Especial: Perdidos e Achados Flawless Radio 104.0 (Reedição de 2008) |                                                            |         |  |
| N.º                                                                                     | Título                                                     | Duração |  |
| 1.                                                                                      | "Flawless Radio - intro 1"                                 | 0:53    |  |
| 2.                                                                                      | "LX (com 1-Uik Project)"                                   | 3:07    |  |
| 3.                                                                                      | "Isto Já é Cartão (com Regula) - João Gomes remix"         | 7:28    |  |
| 4.                                                                                      | "Juventude É Mentalidade - Maquete 2"                      | 4:55    |  |
| 5.                                                                                      | "O Beat Matou-te (com Ruky, Daddy´o´Pop e Eva)"            | 5:16    |  |
| 6.                                                                                      | "Flawless Radio - intro 2"                                 | 1:12    |  |
| 7.                                                                                      | "Amigos (com Shawlin)"                                     | 5:01    |  |
| 8.                                                                                      | "Presta Atenção (com Valete) - Sebb remix"                 | 5:31    |  |
| 9.                                                                                      | "Jungle Fever (com Kalaf , Daddy´o´Pop, SP e Ligia)"       | 4:16    |  |
| 10.                                                                                     | "Poetas de Karaoke - DJ Riot remix"                        | 8:27    |  |
| 11.                                                                                     | "Flawless Radio - intro 3"                                 | 1:42    |  |
| 12.                                                                                     | "Tributo (com Carpe Diem, Bob Da Rage Sense e Salvaterra)" | 5:03    |  |
| 13.                                                                                     | "Slides (Referências) - STK vs Lince"                      | 5:24    |  |
| 14.                                                                                     | "Quantidades (com Beto di Ghetto)"                         | 4:19    |  |
| 15.                                                                                     | "Doping (com Snake , David e Elaisa)"                      | 4:57    |  |
| 16.                                                                                     | "Flawless Radio - intro 4"                                 | 1:53    |  |
| 17.                                                                                     | "O Keu Sou (com Dino, Virgul, Marta Ren e GQ)"             | 10:05   |  |